# Грёдиц (Вайсенберг)

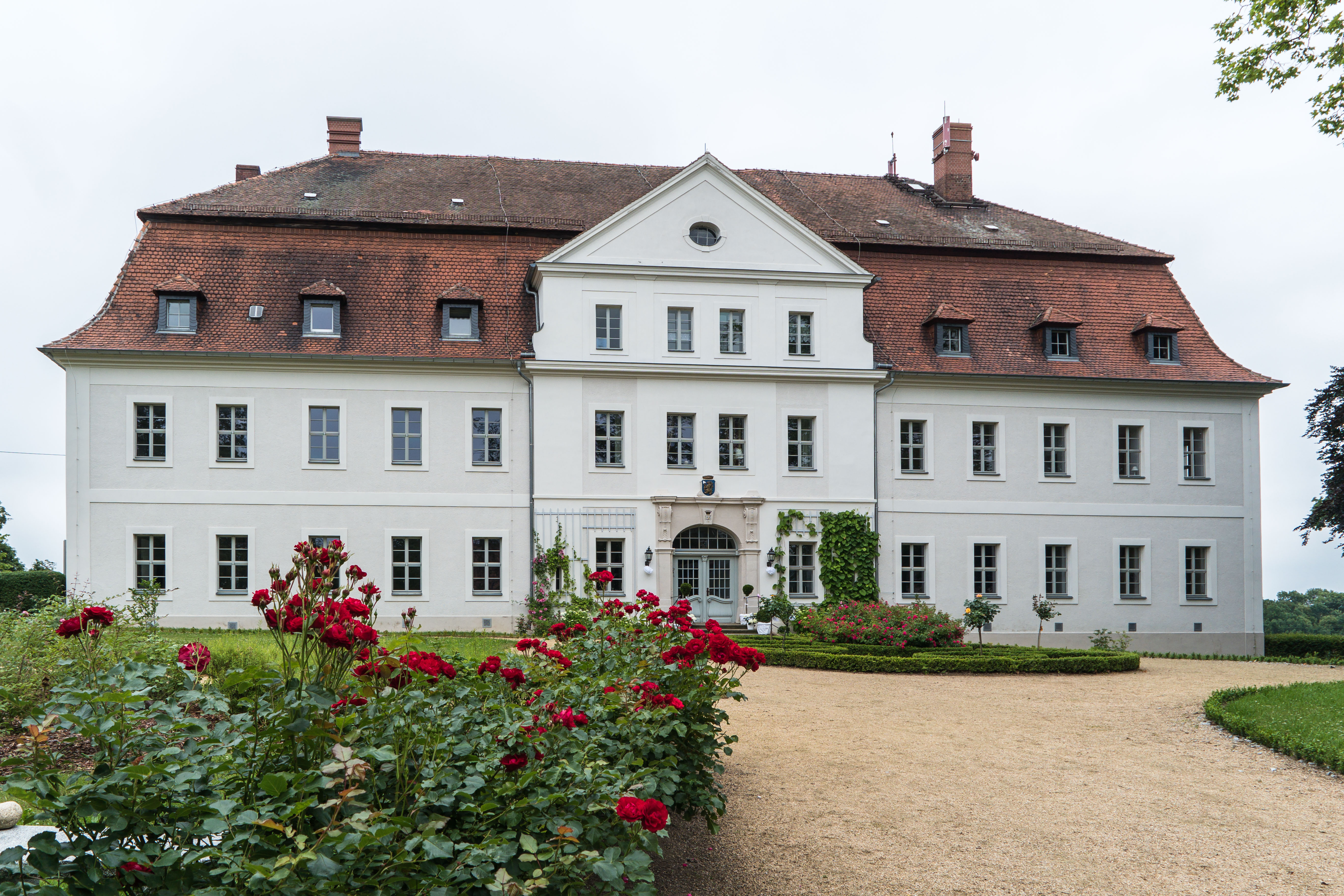
Усадьба

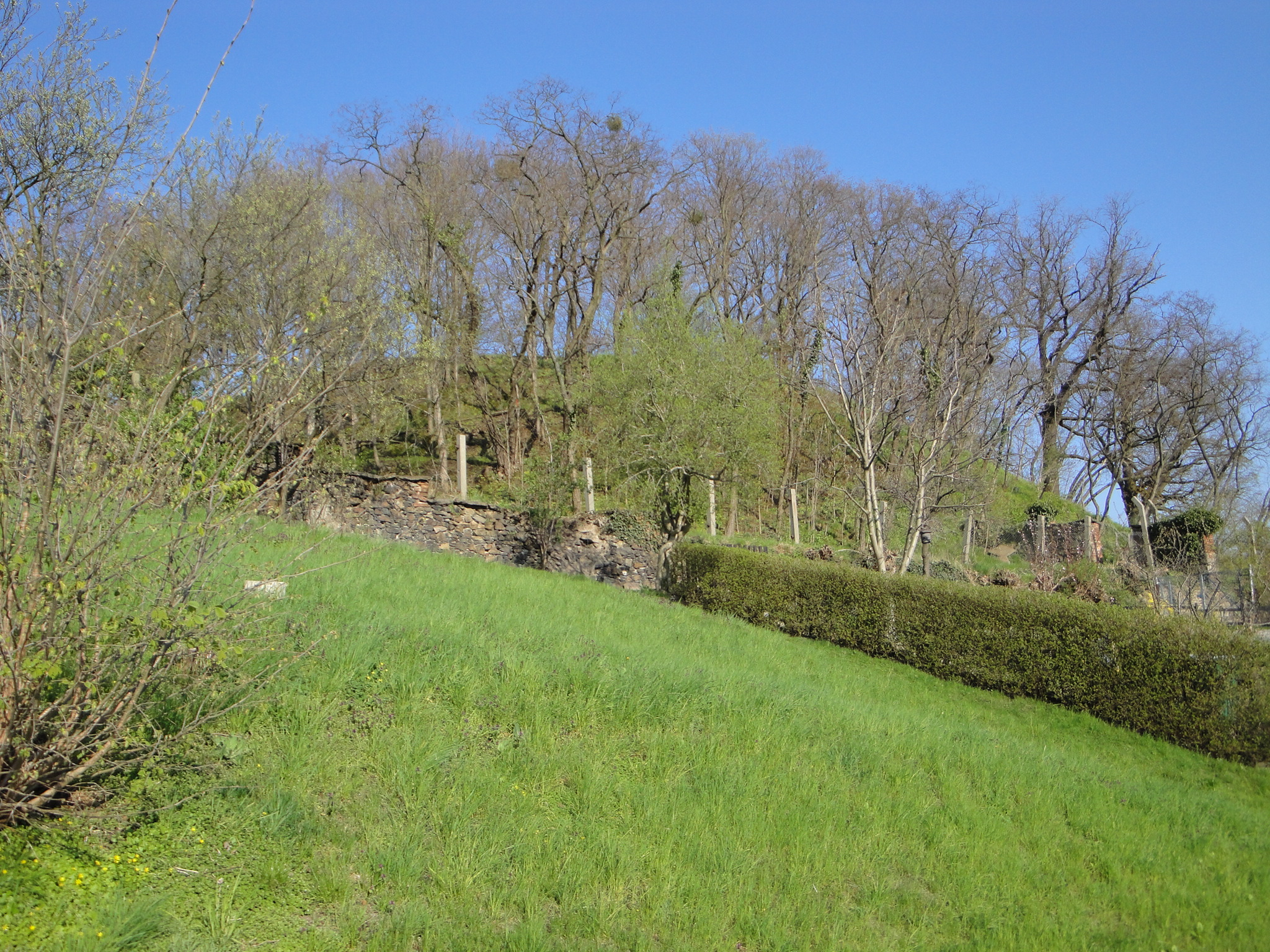
Славянское городище в заповеднике «Грёдицер-Скала»

Грёдиц или Гро́джишчо (нем. Gröditz; в.-луж. Hrodźišćoо файле) — сельский населённый пункт в статусе городского района Вайсенберга, район Баутцен, федеральная земля Саксония, Германия. В границы населённого пункта также входит деревня Форверк (Вудвор), находящаяся в двух километрах северо-восточнее по дороге в сторону Гебельцига (Гбельск).

## География
Населённый пункт находится примерно в пятнадцати километрах восточнее Баутцена. Расположен на берегу реки Лёбауэр-Вассер, славянское наименование — Любата (нем. Löbauer Wasser, в.-луж. Lubata), по руслу которой на восток от деревни простирается охраняемая скалистая долина — заповедник «Грёдицер-Скала». На севере деревни с востока на запад автомобильная дорога K7206, которая соединяет населённый пункт с автомагистралью A4.
Соседние населённые пункты: на севере — деревня Грос-Зауберниц (Зуборница) коммуны Хоэндубрау, на северо-востоке — деревня Гебельциг (Гбельск) коммуны Хоэндубрау, на востоке — деревня Вуйшке (Вуйежк), на юго-востоке на противоположной стороне долины Грёдицер-Скала — деревня Вайха (Виховы), на юго-западе — деревня Нехерн (Нехорнь) и на северо-западе — деревни Кортниц (Хортница) в городских границах Вайсенберга и Брисниц (Брезецы) коммуны Мальшвиц.

## История
Впервые упоминается в 1222 году под наименованием «Gradis». С 1936 по 1994 года была административным центром одноимённой коммуны. В 1994 году деревня в результате муниципальной реформы вошла в городские границы Вайсенберга.
Поместье в деревне с XIII века принадлежало графскому роду фон Порзиц (von Porsitz), с XV века — роду фон Максен (von Maxen), с середины XVII века — роду фон Герсдорф (von Gersdorff), который владел поместьем до 1896 года, когда его купила Клара фон Краус (Clara von Krauss), дочь дрезденского промышленника Траугота Бинерта (Traugott Bienert). В 1738 году в деревне была построена усадьба. После Второй мировой войны усадьба была национализирована; в ней находился тубуркулёзный санаторий, затем — филиал специализированной больницы. В 2006 году усадьба была передана фонду, который основал наследник бывшего владельца. Фонд взял на себя обязательство по сохранению культурного наследства в деревне. В 2008 году этот фонд занимался юридической защитой от частичной продажи заповедника «Грёдицер-Скала».
В 1815 году после Венского конгресса севернее деревни проходила граница между Саксонией и Пруссией. Соседняя деревня на севере Гебельциг принадлежала Пруссии.
В 1854 году несколько десятков жителей деревни под руководством лютеранского пастора Яна Килиана в составе группы из 558 человек эмигрировали в США и основали в Техасе лужицкую колонию Сербин.
В конце XIX века правительство Саксонии начало строительство железнодорожной линии, которая проходила параллельно границе с Пруссией. В Форверке была построена железнодорожная станция, которая была открыта 10 ноября 1904 года. Движение по этой линии было прекращено во времена ГДР и станция была закрыта в 1972 году.
В 1902 году в деревне был построен лютеранский храм.
В настоящее время деревня входит в состав культурно-территориальной автономии «Лужицкая поселенческая область», на территории которой действуют законодательные акты земель Саксонии и Бранденбурга, содействующие сохранению лужицких языков и культуры лужичан.
Исторические немецкие наименования:
- Gradis, 1222
- Greist, 1333
- Grac, 1350
- Czaslaw de Grodis, 1381
- Grodes, 1408
- Gredes, 1419
- Grodis, Gradis
- Groditz ,1498
- Grödis,1514
- Gröditz, 1653
- Graitz, 1721
- Gröditz b. Bautzen, 1875
- Gröditz, 1939

## Население
Официальным языком в населённом пункте, помимо немецкого, является также верхнелужицкий язык.
Согласно статистическому сочинению «Dodawki k statisticy a etnografiji łužickich Serbow» Арношта Муки в 1884 году в деревне проживало 390 жителей (из них — 338 лужичанина (87 %)).
Лужицкий демограф Арношт Черник в своём сочинении «Die Entwicklung der sorbischen Bevölkerung» указывает, что в 1956 году при общей численности в 802 жителей серболужицкое население деревни составляло 32,3 % (из них 168 взрослых владели активно верхнелужицким языком, 31 взрослых — пассивно; 60 несовершеннолетних свободно владели языком).
| 1834 | 1871 | 1890 | 1910 | 1925 | 1939 | 1946 | 1950 | 1964 | 1990 | 2016 |
| ---- | ---- | ---- | ---- | ---- | ---- | ---- | ---- | ---- | ---- | ---- |
| 341  | 340  | 389  | 355  | 374  | 816  | 923  | 895  | 700  | 640  | 246  |